# Cocalinho
Cocalinho is een gemeente in de Braziliaanse deelstaat Mato Grosso. De gemeente telt 6.103 inwoners (schatting 2009).

## Aangrenzende gemeenten
De gemeente grenst aan Araguaiana, Nova Nazaré, Nova Xavantina, Aruanã (GO), Nova Crixás (GO), São Miguel do Araguaia (GO) en Formoso do Araguaia (TO).